# دیتمار ارلر
دیتمار ارلر (انگلیسی: Dietmar Erler؛ زادهٔ ۷ آوریل ۱۹۴۷) بازیکن فوتبال اهل آلمان است.
از باشگاه‌هایی که در آن بازی کرده‌است می‌توان به باشگاه فوتبال آینتراخت برانشوایگ، باشگاه فوتبال بروسیا دورتموند، و باشگاه فوتبال آرمینیا بیله‌فلد اشاره کرد.
وی همچنین در تیم ملی فوتبال زیر ۲۱ سال آلمان بازی کرده‌است.